# Pináculo (juego)
El Pinacle es un juego de naipes basado en realizar combinaciones que surgió en España, aunque simultáneamente apareció en Italia donde se denomina pinnacolo, el juego surgió en la década de los 1940. Parecido al remigio y similares, las combinaciones de cartas posibles son escaleras o series de cartas iguales. El juego es para 4 jugadores que jugarán en 2 parejas y se juega con 2 barajas americanas de 52 cartas más dos jokers cada una, para un total de 108 cartas.

## Reglas

### Fin del juego parcial
Se produce cuando uno de los jugadores se desprende de todas sus cartas antes que los demás.

### Fin de la partida
Tiene lugar cuando una de las parejas alcanza los 1500 puntos.

### Desarrollo
Se reparten 11 cartas a cada jugador de una en una. Al acabar el reparto, se toma la siguiente carta del mazo y se coloca boca arriba siendo la primera carta de la pila de descartes. Si el jugador que cortó lo hizo de forma exacta para el reparto de las 44 cartas más la primera carta de la pila, la pareja recibe un premio de 50 puntos. De la misma forma, si un jugador recibe sus 11 cartas del mismo color del reverso (cuando se juega con dos barajas de reverso diferente), obtiene 200 puntos.
El desarrollo es muy similar al de otros juegos del mismo tipo: encarte, despliegue y descarte.

#### Encarte
El jugador puede coger una carta del mazo o todas las de la pila de descartes.

#### Despliegue
Existen dos tipos de combinaciones posibles, series de cartas iguales y escaleras de color. Para poder desplegar combinaciones nuevas hay que juntar como mínimo tres cartas en la combinación. Se puede igualmente desplegar cualquier número de cartas sobre combinaciones ya expuestas anteriormente por el jugador o por su compañero. Hasta que una pareja alcance los 750 puntos, no hay mínimo de puntos combinados para poder abrirse por primera vez, pero a partir de esos 750 puntos, hay que tener ligados al menos 70 puntos para el primer despliegue de la pareja.
Las series de cartas iguales son, como su nombre indica, grupos de cartas del mismo índice. Las series pueden contener el número de comodines que se quiera. Cuando se llega a un grupo de 11 cartas, lo que evidentemente solo es posible mediante la ayuda de comodines, se hace un Pináculo.
Las escaleras son, como su nombre también indica, series de cartas de índice correlativo pero del mismo palo. Las escaleras no acaban con al As por abajo ni con la K por arriba. Puede subirse por encima de la K o bajarse por debajo del As hasta completar la serie (12 cartas). Las escaleras también pueden contener comodines. Los comodines que se encuentran en los extremos de las escalera pueden rescatarse sustituyéndolos posteriormente por la carta que representan. En este caso el comodín se colocaría de nuevo en uno de los dos extremos de la escalera representando una nueva carta. Las escaleras completadas pueden ser limpias (sin comodines), semilimpias (si tienen comodines del mismo color que la escalera) o sucias (si tienen comodines de diferente color). Una pareja solo puede tener desplegado en la mesa un proyecto de escalera (sin completar). Cuando un jugador dispone de al menos siete cartas para completar la escalera, puede indicárselo a su compañero al desplegar la combinación inicial de la misma.

#### Descarte
El jugador se descarta de una carta. Si le queda solo una en la mano, debe indicarlo al resto de jugadores diciendo carta. En esta situación, si en la pila de descartes solo hay una carta, no puede servirse de ella para acabar, siendo obligatorio coger del mazo.

### Recuento
Cuando un jugador acaba, las parejas hacen recuento de sus puntos, siendo positivos los sumados en las combinaciones expuestas sobre la mesa, y negativos los que quedan en la mano de los jugadores.
El valor de las cartas es el siguiente:
- Joker: 30
- Comodín-2: 15
- As: 15
- K-Q-J-10-9-8: 10
- 7-6-5-4-3: 5

#### Premios
- Corte exacto: 50
- Serie de 8 cartas iguales (sin comodín) que no sean Ases ni figuras: +50
- Cierre de un juego parcial: 20
- Terminación de un juego parcial con todas las cartas rojas o negras: 1000
- Terminación de un juego parcial solo con Ases, figuras y comodines: 1000
- Terminación de un juego parcial con cartas que no sean Ases ni figuras: 500
- Por cada joker rescatado de los extremos de una escalera completada o sin completar: +30
- Por cada comodín-2 rescatado de los extremos de una escalera sin completar: se doblará el valor de la carta que representaba.
- Por cada comodín-2 rescatado de los extremos de una escalera completada: +15
- Terminación de un juego parcial sin comodín: el valor de las cartas se duplica (pudiendo apoyarse en el compañero si no tiene comodín)
- Abatir de mano sin comodín: el valor de las cartas se cuadruplica (pudiendo apoyarse en el compañero si no tiene comodín)
- Abatir de mano con comodín: el valor de las cartas se duplica (pudiendo apoyarse en el compañero)

#### Combinaciones especiales
En este caso se cuenta este valor sin añadir el valor intrínseco de las cartas que la forman.
- Pináculo de mano: 3000 (sin apoyarse en el compañero)
- Pináculo en el transcurso del juego: 1500 (sin apoyarse en el compañero)
- Escalera limpia: 1000
- Escalera semilimpia: 800
- Escalera sucia: 500
- 8 Ases naturales: 1000
- 8 figuras iguales naturales: 750
- 7 Ases naturales: 400
- 7 figuras iguales naturales: 300
- 6 Ases naturales: 300
- 6 figuras iguales naturales: 200
- 6 Ases con algún comodín: 180
- 6 figuras iguales con algún comodín: 120

- Datos: Q6076491